# 1. Fußball-Club Köln 01/07 1971-1972
Questa voce raccoglie le informazioni riguardanti il 1. Fußball-Club Köln 01/07 nelle competizioni ufficiali della stagione 1971-1972.

## Stagione
Nella stagione 1971-1972 il Colonia, allenato da Gyula Lóránt e Rolf Herings, concluse il campionato di Bundesliga al 4º posto. In Coppa di Germania il Colonia fu eliminato in semifinale dallo Schalke 04. In Coppa UEFA il Colonia fu eliminato al secondo turno dal Dundee.

## Rosa
| N. |                     | Ruolo | Calciatore           |
| -- | ------------------- | ----- | -------------------- |
|    | Germania (bandiera) | P     | Karlheinz Volz       |
|    | Germania (bandiera) | P     | Gerhard Welz         |
|    | Germania (bandiera) | D     | Werner Biskup        |
|    | Germania (bandiera) | D     | Josef Bläser         |
|    | Germania (bandiera) | D     | Bernd Cullmann       |
|    | Germania (bandiera) | D     | Mathias Hemmersbach  |
|    | Germania (bandiera) | D     | Harald Konopka       |
|    | Germania (bandiera) | D     | Heinz-Dieter Schmitz |
|    | Germania (bandiera) | D     | Wolfgang Weber       |
|    | Germania (bandiera) | C     | Heinz Flohe          |
|    | Germania (bandiera) | C     | Jürgen Glowacz       |

| N. |                     | Ruolo | Calciatore         |
| -- | ------------------- | ----- | ------------------ |
|    | Germania (bandiera) | C     | Jupp Kapellmann    |
|    | Germania (bandiera) | C     | Wolfgang Overath   |
|    | Germania (bandiera) | C     | Heinz Simmet       |
|    | Germania (bandiera) | A     | Karlheinz Hähnchen |
|    | Germania (bandiera) | A     | Detlev Lauscher    |
|    | Germania (bandiera) | A     | Hannes Löhr        |
|    | Germania (bandiera) | A     | Herbert Mühlenberg |
|    | Germania (bandiera) | A     | Bernd Rupp         |
|    | Germania (bandiera) | A     | Paul Scheermann    |
|    | Germania (bandiera) | A     | Karl-Heinz Thielen |

## Organigramma societario
Area tecnica
- Allenatore: Rolf Herings
- Allenatore in seconda:
- Preparatore dei portieri:
- Preparatori atletici:

## Calciomercato

### Sessione estiva
| Acquisti | Acquisti           | Acquisti          | Acquisti |
| R.       | Nome               | da                | Modalità |
| -------- | ------------------ | ----------------- | -------- |
| A        | Herbert Mühlenberg | SC Jülich 1910    |          |
| P        | Karlheinz Volz     | Kickers Offenbach |          |
| P        | Gerhard Welz       | Norimberga        |          |

| Cessioni | Cessioni        | Cessioni              | Cessioni |
| R.       | Nome            | a                     | Modalità |
| -------- | --------------- | --------------------- | -------- |
| D        | Kurt Kowalski   | Bayer Leverkusen      |          |
| C        | Hans-Jürgen Lex | Viktoria Colonia      |          |
| A        | Thomas Parits   | Eintracht Francoforte |          |

## Risultati

### Bundesliga

#### Girone di andata
| Colonia 14 agosto 1971, ore 15:30 CET 1ª giornata | Colonia   | 0 – 0 referto | Werder Brema | Müngersdorfer Stadion (24 000 spett.)\| Arbitro: \| Heckeroth \| |
| Arbitro:                                          | Heckeroth |               |              |                                                                  |

| Arbitro: | Dittmer |

|                         |           |                   |
| Nickel 3’ Grabowski 12’ | Marcatori | 36’ Rupp 84’ Löhr |

| Arbitro: | Hennig |

|                     |           |            |
| Simmet 24’ Rupp 58’ | Marcatori | 89’ Bücker |

| Arbitro: | Geng |

|                                        |           |                      |
| Scheer 2’, 6’, 33’, 42’, 72’ Huhse 49’ | Marcatori | 65’ Overath 81’ Rupp |

| Arbitro: | Quindeau |

|             |           |                           |
| Glowacz 54’ | Marcatori | 36’ Biesenkamp 41’ Herzog |

| Arbitro: | Frickel |

|             |           |             |
| Gutzeit 18’ | Marcatori | 59’ Overath |

| Arbitro: | Tschenscher |

|                                |           |  |
| Biskup 19’ (rig.) Lauscher 88’ | Marcatori |  |

| Arbitro: | Voß |

|          |           |          |
| Denz 88’ | Marcatori | 24’ Rupp |

| Arbitro: | Schulenburg |

|                                               |           |                           |
| Hemmersbach 15’ Flohe 44’ Scheermann 47’, 80’ | Marcatori | 21’, 68’ Netzer 42’ Fevre |

| Arbitro: | Seiler |

|                    |           |  |
| Vogt 43’ Hošić 87’ | Marcatori |  |

| Arbitro: | Hillebrand |

|             |           |  |
| Konopka 79’ | Marcatori |  |

| Arbitro: | Aldinger |

|                  |           |                                                            |
| Wosab 50’ (rig.) | Marcatori | 3’ Scheermann 42’, 56’ Rupp 54’ (aut.) Galeski 87’ Overath |

| Arbitro: | Ohmsen |

|                               |           |              |
| Rupp 24’, 39’, 71’ Simmet 77’ | Marcatori | 31’ Ettmayer |

| Arbitro: | Schröck |

|            |           |                |
| Hoeneß 86’ | Marcatori | 42’ Kapellmann |

| Arbitro: | Frickel |

|                                     |           |            |
| Scheermann 16’ Overath 27’ Rupp 86’ | Marcatori | 87’ Keller |

| Arbitro: | Köhler |

|            |           |                |
| Wunder 36’ | Marcatori | 77’ Scheermann |

| Arbitro: | Pfleiderer |

|                    |           |  |
| Rupp 62’, 71’, 77’ | Marcatori |  |

#### Girone di ritorno
| Arbitro: | Riegg |

|                      |           |                             |
| Weist 26’ Laumen 48’ | Marcatori | 23’ Scheermann 39’ Cullmann |

| Arbitro: | Herden |

|                    |           |            |
| Overath 69’ (rig.) | Marcatori | 10’ Nickel |

| Dortmund 21 marzo 1972, ore 20:00 CET 20ª giornata | Borussia Dortmund | 0 – 0 referto | Colonia | Stadio Rote Erde (15 000 spett.)\| Arbitro: \| Hennig \| |
| Arbitro:                                           | Hennig            |               |         |                                                          |

| Arbitro: | Seiler |

|  |           |           |
|  | Marcatori | 90’ Braun |

| Arbitro: | Aldinger |

|            |           |          |
| Baltes 26’ | Marcatori | 8’ Flohe |

| Arbitro: | Redelfs |

|                         |           |  |
| Flohe 71’, 85’ Löhr 90’ | Marcatori |  |

| Arbitro: | Schumann |

|  |           |             |
|  | Marcatori | 17’ Glowacz |

| Arbitro: | Pfleiderer |

|                                            |           |  |
| Löhr 6’ Glowacz 35’ Flohe 68’ Lauscher 72’ | Marcatori |  |

| Arbitro: | Biwersi |

|                                 |           |  |
| Netzer 28’ Fevre 75’ Wimmer 85’ | Marcatori |  |

| Arbitro: | Schulenburg |

|                                   |           |                               |
| Löhr 8’, 54’ Rupp 22’ Glowacz 25’ | Marcatori | 5’ Henkes 74’ (aut.) Cullmann |

| Arbitro: | Burgers |

|                                    |           |                                      |
| Damjanoff 61’ (rig.) Stegmayer 77’ | Marcatori | 46’ Lauscher 74’ Scheermann 79’ Rupp |

| Arbitro: | Hennig |

|              |           |             |
| Lauscher 50’ | Marcatori | 32’ Walitza |

| Arbitro: | Roth |

|           |           |             |
| Frank 14’ | Marcatori | 81’ Thielen |

| Arbitro: | Schulenburg |

|          |           |                                                                    |
| Rupp 66’ | Marcatori | 20’ Schwarzenbeck 41’ Müller 63’ (aut.) Kapellmann 82’ (rig.) Roth |

| Arbitro: | Schumann |

|           |           |                                        |
| Keller 1’ | Marcatori | 36’ Thielen 53’ Overath 86’, 89’ Flohe |

| Arbitro: | Hamer |

|                                  |           |             |
| Löhr 7’, 22’, 86’ Kapellmann 40’ | Marcatori | 15’ Seliger |

| Arbitro: | Wohlfarth |

|           |           |                 |
| Nogly 30’ | Marcatori | 65’ (rig.) Löhr |

### Coppa di Germania
| Arbitro: | Hövel |

|                |           |                                                                       |
| Niggenaber 29’ | Marcatori | 8’, 12’, 83’ Rupp 28’ Löhr 35’, 78’, 81’ Overath 74’ Simmet 89’ Flohe |

| Arbitro: | Schumann |

|                                                          |           |  |
| Kapellmann 52’ Overath 56’, 77’ Hähnchen 86’ Glowacz 90’ | Marcatori |  |

| Arbitro: | Schäfer |

|                                |           |             |
| Gecks 2’ Kostedde 24’ Held 48’ | Marcatori | 37’ Overath |

| Arbitro: | Biwersi |

|                                       |           |  |
| Löhr 25’ Rupp 38’, 86’ Scheermann 58’ | Marcatori |  |

| Arbitro: | Horstmann |

|                          |           |  |
| Roth 30’ Müller 59’, 85’ | Marcatori |  |

| Arbitro: | Ohmsen |

|                                                                    |           |            |
| Löhr 19’ (rig.) Schwarzenbeck 49’ (aut.) Rupp 50’, 69’ Glowacz 52’ | Marcatori | 54’ Müller |

| Arbitro: | Biwersi |

|                                        |           |             |
| Cullmann 52’ Löhr 67’, 85’ Overath 72’ | Marcatori | 15’ Fischer |

| Arbitro: | Heckeroth |

|                                                                    |                      |                                                                |
| Fischer 15’ Rüssmann 32’ Scheer 41’ Kremers 83’ (rig.), 90’ (rig.) | Marcatori            | 42’, 59’ (rig.) Löhr                                           |
| Fischer Libuda Nigbur Kremers Fichtel Beverungen van Haaren        | Tiri di rigore 6 – 5 | Löhr Overath Thielen Biskup Kapellmann Simmet Glowacz Cullmann |

### Coppa UEFA
| Arbitro: | De Mendibíl |

|                |           |            |
| Sarramagna 85’ | Marcatori | 80’ Simmet |

| Arbitro: | Francescon |

|                        |           |             |
| Simmet 46’ Glowacz 62’ | Marcatori | 75’ Revelli |

| Arbitro: | Lööw |

|                         |           |                 |
| Scheermann 50’ Löhr 84’ | Marcatori | 75’ Kinninmonth |

| Arbitro: | Delcourt |

|                                 |           |                      |
| Duncan 12’, 61’, 74’ Wilson 89’ | Marcatori | 35’ Simmet 58’ Flohe |

## Statistiche

### Statistiche di squadra
| Competizione      | Punti | In casa | In casa | In casa | In casa | In casa | In casa | In trasferta | In trasferta | In trasferta | In trasferta | In trasferta | In trasferta | Totale | Totale | Totale | Totale | Totale | Totale | DR  |
| Competizione      | Punti | G       | V       | N       | P       | Gf      | Gs      | G            | V            | N            | P            | Gf           | Gs           | G      | V      | N      | P      | Gf     | Gs     | DR  |
| ----------------- | ----- | ------- | ------- | ------- | ------- | ------- | ------- | ------------ | ------------ | ------------ | ------------ | ------------ | ------------ | ------ | ------ | ------ | ------ | ------ | ------ | --- |
| Bundesliga        | 43    | 17      | 11      | 3       | 3       | 38      | 18      | 17           | 4            | 10           | 3            | 26           | 26           | 34     | 15     | 13     | 6      | 64     | 44     | +20 |
| Coppa di Germania | -     | 4       | 4       | 0       | 0       | 18      | 2       | 4            | 1            | 1            | 2            | 12           | 12           | 8      | 5      | 1      | 2      | 30     | 14     | +16 |
| Coppa UEFA        | -     | 2       | 2       | 0       | 0       | 4       | 2       | 2            | 0            | 1            | 1            | 3            | 5            | 4      | 2      | 1      | 1      | 7      | 7      | 0   |
| Totale            | 43    | 23      | 17      | 3       | 3       | 60      | 22      | 23           | 5            | 12           | 6            | 41           | 43           | 46     | 22     | 15     | 9      | 101    | 65     | +36 |

### Andamento in campionato
| Giornata  | 1 | 2  | 3 | 4  | 5  | 6  | 7  | 8 | 9 | 10 | 11 | 12 | 13 | 14 | 15 | 16 | 17 | 18 | 19 | 20 | 21 | 22 | 23 | 24 | 25 | 26 | 27 | 28 | 29 | 30 | 31 | 32 | 33 | 34 |
| --------- | - | -- | - | -- | -- | -- | -- | - | - | -- | -- | -- | -- | -- | -- | -- | -- | -- | -- | -- | -- | -- | -- | -- | -- | -- | -- | -- | -- | -- | -- | -- | -- | -- |
| Luogo     | C | T  | C | T  | C  | T  | C  | T | C | T  | C  | T  | C  | T  | C  | T  | C  | T  | C  | T  | C  | T  | C  | T  | C  | T  | C  | T  | C  | T  | C  | T  | C  | T  |
| Risultato | N | N  | V | P  | P  | N  | V  | N | V | P  | V  | V  | V  | N  | V  | N  | V  | N  | N  | N  | P  | N  | V  | V  | V  | P  | V  | V  | N  | N  | P  | V  | V  | N  |
| Posizione | 9 | 10 | 5 | 11 | 15 | 14 | 10 | 9 | 6 | 9  | 8  | 7  | 4  | 4  | 4  | 5  | 4  | 4  | 4  | 4  | 4  | 4  | 4  | 4  | 4  | 4  | 4  | 4  | 4  | 4  | 4  | 4  | 4  | 4  |

Legenda:

Luogo: C = Casa; T = Trasferta. Risultato: V = Vittoria; N = Pareggio; P = Sconfitta.

### Statistiche dei giocatori
| Giocatore      | Bundesliga | Bundesliga | Bundesliga  | Bundesliga | Coppa di Germania | Coppa di Germania | Coppa di Germania | Coppa di Germania | Coppa UEFA | Coppa UEFA | Coppa UEFA  | Coppa UEFA | Totale   | Totale | Totale      | Totale     |
| Giocatore      | Presenze   | Reti       | Ammonizioni | Espulsioni | Presenze          | Reti              | Ammonizioni       | Espulsioni        | Presenze   | Reti       | Ammonizioni | Espulsioni | Presenze | Reti   | Ammonizioni | Espulsioni |
| -------------- | ---------- | ---------- | ----------- | ---------- | ----------------- | ----------------- | ----------------- | ----------------- | ---------- | ---------- | ----------- | ---------- | -------- | ------ | ----------- | ---------- |
| W. Biskup      | 19         | 1          | 0           | 0          | 5                 | 0                 | 0                 | 0                 | 3          | 0          | 0           | 0          | 27       | 1      | 0           | 0          |
| J. Bläser      | 0          | 0          | 0           | 0          | 1                 | 0                 | 0                 | 0                 | 0          | 0          | 0           | 0          | 1        | 0      | 0           | 0          |
| G. Bosbach     | 0          | 0          | 0           | 0          | 0                 | 0                 | 0                 | 0                 | 0          | 0          | 0           | 0          | 0        | 0      | 0           | 0          |
| B. Cullmann    | 23         | 1          | 0           | 0          | 6                 | 1                 | 0                 | 0                 | 2          | 0          | 0           | 0          | 31       | 2      | 0           | 0          |
| H. Flohe       | 29         | 7          | 0           | 0          | 8                 | 1                 | 0                 | 0                 | 3          | 1          | 0           | 0          | 40       | 9      | 0           | 0          |
| R. Gebauer     | 0          | 0          | 0           | 0          | 0                 | 0                 | 0                 | 0                 | 0          | 0          | 0           | 0          | 0        | 0      | 0           | 0          |
| J. Glowacz     | 28         | 4          | 0           | 0          | 6                 | 2                 | 0                 | 0                 | 2          | 1          | 0           | 0          | 36       | 7      | 0           | 0          |
| H. Hein        | 0          | 0          | 0           | 0          | 0                 | 0                 | 0                 | 0                 | 0          | 0          | 0           | 0          | 0        | 0      | 0           | 0          |
| M. Hemmersbach | 17         | 1          | 0           | 0          | 3                 | 0                 | 0                 | 0                 | 3          | 0          | 0           | 0          | 23       | 1      | 0           | 0          |
| K. Hähnchen    | 1          | 0          | 0           | 0          | 1                 | 1                 | 0                 | 0                 | 0          | 0          | 0           | 0          | 2        | 1      | 0           | 0          |
| J. Kapellmann  | 32         | 2          | 0           | 0          | 8                 | 1                 | 0                 | 0                 | 4          | 0          | 0           | 0          | 44       | 3      | 0           | 0          |
| H. Konopka     | 33         | 1          | 0           | 0          | 8                 | 0                 | 0                 | 0                 | 4          | 0          | 0           | 0          | 45       | 1      | 0           | 0          |
| D. Lauscher    | 11         | 4          | 0           | 0          | 3                 | 0                 | 0                 | 0                 | 0          | 0          | 0           | 0          | 14       | 4      | 0           | 0          |
| H. Löhr        | 32         | 9          | 0           | 0          | 7                 | 7                 | 0                 | 0                 | 4          | 1          | 1           | 0          | 43       | 17     | 1           | 0          |
| H. Mühlenberg  | 0          | 0          | 0           | 0          | 0                 | 0                 | 0                 | 0                 | 0          | 0          | 0           | 0          | 0        | 0      | 0           | 0          |
| H. Neumann     | 0          | 0          | 0           | 0          | 0                 | 0                 | 0                 | 0                 | 0          | 0          | 0           | 0          | 0        | 0      | 0           | 0          |
| R. Neumann     | 0          | 0          | 0           | 0          | 0                 | 0                 | 0                 | 0                 | 0          | 0          | 0           | 0          | 0        | 0      | 0           | 0          |
| W. Overath     | 25         | 6          | 0           | 0          | 6                 | 7                 | 0                 | 0                 | 4          | 0          | 0           | 0          | 35       | 13     | 0           | 0          |
| B. Rupp        | 33         | 16         | 0           | 0          | 7                 | 7                 | 0                 | 0                 | 4          | 0          | 0           | 0          | 44       | 23     | 0           | 0          |
| P. Scheermann  | 24         | 7          | 0           | 0          | 5                 | 1                 | 0                 | 0                 | 2          | 1          | 0           | 0          | 31       | 9      | 0           | 0          |
| H. Schmitz     | 3          | 0          | 0           | 0          | 2                 | 0                 | 0                 | 0                 | 0          | 0          | 0           | 0          | 5        | 0      | 0           | 0          |
| T. Schumacher  | 0          | 0          | 0           | 0          | 0                 | 0                 | 0                 | 0                 | 0          | 0          | 0           | 0          | 0        | 0      | 0           | 0          |
| H. Simmet      | 34         | 2          | 0           | 0          | 7                 | 1                 | 0                 | 0                 | 4          | 3          | 1           | 0          | 45       | 6      | 1           | 0          |
| K. Thielen     | 15         | 2          | 0           | 0          | 4                 | 0                 | 0                 | 0                 | 2          | 0          | 0           | 0          | 21       | 2      | 0           | 0          |
| K. Volz        | 1          | 0          | 0           | 0          | 2                 | 0                 | 0                 | 0                 | 0          | 0          | 0           | 0          | 3        | 0      | 0           | 0          |
| W. Weber       | 21         | 0          | 0           | 0          | 2                 | 0                 | 0                 | 0                 | 4          | 0          | 0           | 0          | 27       | 0      | 0           | 0          |
| G. Welz        | 34         | 0          | 0           | 0          | 6                 | 0                 | 0                 | 0                 | 4          | 0          | 0           | 0          | 44       | 0      | 0           | 0          |